# Drahomíra
Drahomíra de Stodor (tchèque : Drahomíra ze Stodor), née c. 877/890 – morte après 934 ou 936 est une duchesse de Bohême de 915 à 921, comme épouse du duc de la dynastie des Přemyslides Vratislav Ier. Elle intervient également comme régente de 921 à 924 pendant la minorité de son fils Venceslas. Elle est principalement connue pour être l’instigatrice du meurtre de sa belle-mère Ludmila de Bohême par les hommes de sa garde Tunna et Gommon.

## Biographie
Drahomíra naît dans l'actuel Havelland une région centrée sur la forteresse de Brandenburg (Brennabor), elle est la fille d'un chef des Vélètes (Stodorans). Selon Cosmas de Prague, elle épouse le duc Vratislav Ier de Bohême vers 906. Drahomíra lui donne au moins six enfants, dont deux fils Venceslas et Boleslas, qui succéderont à leur père. Parmi les quatre filles l'une Přibislava, devient nonne à Prague au couvent Saint-Georges, et l'autre peut-être nommée Střezislava, l'épouse du noble bohémien Slavník, le fondateur de la lignée des Slavník. Cette union était destiné à rapprocher la dynastie des Přemyslides des slaves Polabes et d'appuyer la Bohême en conflit avec le duc de Saxe Henri l'Oiseleur, qui deviendra roi de Germanie en 919 et ensuite engagera la guerre contre les tribus hevelliennes.

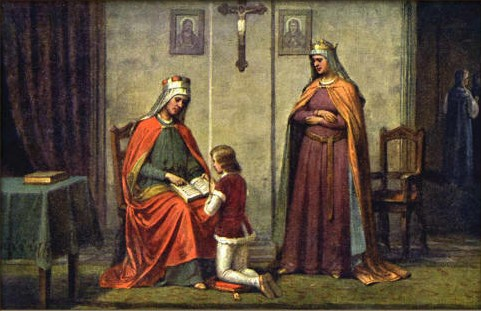
Ludmila, Drahomíra et le jeune Venceslas, peinture du XIX.

Après la mort de son époux en 921, les nobles de Bohême la désignent comme régente pour le compte de son fils mineur Venceslas. Cependant elle doit partager le gouvernement du duché avec sa belle mère Ludmila, la veuve du duc Bořivoj Ier, qui prend en main l'éducation religieuse de ses fils. La tradition populaire présente Ludmila comme une pieuse grand-mère et Drahomíra comme une païenne, mais il est vraisemblable que les orientations politiques du gouvernement demandaient plus d’énergie et d'habilité que par le passé.
Venceslas devient rapidement l'objet d'un conflit entre Drahomíra et Ludmila, qui exerce une grande influence sur le fils aîné de Drahomíra, laissant à sa belle-fille le soin s'occuper de son plus jeune fils Boleslav. Du fait de ses orientation politiques, Ludmila devient le point de ralliement des pires ennemis de Drahomíra. Cette dernière prétend que sa belle mère , avec l'aide des missionnaires Bavarois, éduque Venceslas pour devenir plus qu'un prince un prêtre. Toutefois les deux femmes sont contraintes de reconnaître la suzeraineté d'Henri l'Oiseleur et des Francs de l'Est et Ludmilla favorise fortement les conversions avec l'aide d'envoyés par l’évêque de Ratisbonne Ludmila s'enfuit de Prague au château de Tetín sur le chemin de Ratisbonne, où le 16 septembre 921 les hommes de la garde de Drahomíra, Tunna et Gommon, attaquent et étranglent Ludmilla. L'année suivante les troupes du duc Arnulf de Bavière razzient la Bohême. Lorsque le fils de Drahomíra Venceslas devient majeur en 922 il envoie sa mère en exil mais il la rappelle en 925. Elle passe les années suivantes à Prague, toutefois après le meurtre de son fils en 929-935 elle quitte la cour.